# Chain Reaction (1996)
Chain Reaction (bra: Reação em Cadeia; prt: Perseguição Diabólica) é filme de 1996 dos Estados Unidos, dirigido por Andrew Davis. Estreou nas salas de cinema portuguesas em 29 de novembro de 1996.

## Enredo
Um cientista com ideais amigos do ambiente está alarmado com a poluição que está a ser feita ao nosso planeta, que está dependente do petróleo e está pronto para anunciar a descoberta de uma tecnologia que permitirá tirar energia da água, que irá revolucionar o mundo.
Porém, ele deseja espalhar este conhecimento com todas as nações no mundo, sendo que pessoas ligadas a ele e ao projecto são contrárias a esta ideia. Quando o único problema que existia para dar tudo certo é resolvido a equipa comemora a vitória tão merecida, mas ao voltar ao laboratório um jovem estudante (Keanu Reeves) que trabalha com o investigador descobre que ele foi morto e uma bomba foi escondida para explodir o laboratório.
Ele foge e consegue escapar à violenta explosão, que destruiu completamente oito quarteirões. Ele conta tudo à polícia, mas ainda por cima são encontrados 250 mil dólares na sua casa e assim ele e uma colega, que fazia parte da mesma equipa, passam a serem procurados pelo país inteiro como supostos terroristas e espiões. Assim, eles precisam de descobrir quem preparou esta armadilha, de interesses económicos muito grandes.

## Elenco
- Keanu Reeves (Eddie Kasalivich)
- Morgan Freeman (Paul Shannon)
- Rachel Weisz (Dra. Lily Sinclair)
- Fred Ward (Agente Leon Ford)
- Kevin Dunn (Agente Doyle)
- Brian Cox (Lyman Earl Collier)
- Joanna Cassidy (Maggie McDermott)
- Chelcie Ross (Ed Rafferty)
- Nicholas Rudall (Dr. Alistair Barkley)
- Tzi Ma (Lu Chen)
- Krzysztof Pieczynski (Lucasz Screbneski)
- Julie R. Pearl (Emily Pearl)
- Godfrey Danchimah (Chidi Egbuna)
- Gene Barge (James Washington)

## Recepção da crítica
Chain Reaction teve recepção geralmente desfavorável por parte da crítica especializada. No Rotten Tomatoes, possui uma pontuação de 16% em base de 32 avaliações. Tem 27% de aprovação por parte da audiência, usada para calcular a aprovação do público a partir de votos dos usuários do site.